# Terminal Frost
«Terminal Frost» (с англ. — «Предельный мороз») — инструментальная композиция группы Pink Floyd — девятый по счёту трек, записанный на альбоме 1987 года A Momentary Lapse of Reason. Композицию «Terminal Frost» предваряет трек «A New Machine (Part 1)» и завершает — «A New Machine (Part 2)».
Автор музыки «Terminal Frost» — Дэвид Гилмор.

## О композиции
Композиция «Terminal Frost» была написана Гилмором за два года до начала работы над альбомом A Momentary Lapse of Reason. Она представляет собой поочерёдно сменяющие друг друга мелодии гитары, органа и саксофона, а также вокализ. Первоначально автор композиции предполагал наложить на вокализ основную вокальную партию, но в итоге от этого замысла отказался.
«Terminal Frost» исполнялась на концертах мирового турне 1987—1989 годов A Momentary Lapse of Reason. «Terminal Frost» следовала пятой по счёту в первом отделении концертного представления после первой части и перед второй частью композиции «A New Machine». Концертный вариант «Terminal Frost» официально не издавался — его не включили ни в сборник Delicate Sound of Thunder, ни в видеоверсию концерта Delicate Sound of Thunder.
«Terminal Frost» была записана на CD-версии сингла «Learning to Fly», выпущенного 14 сентября 1987 года в двух вариантах — альбомной и DYOL-версию («Do Your Own Lead») без гитарного сопровождения. Также «Terminal Frost» была записана на второй стороне сингла «Learning to Fly» в 7"-версии.
Кроме того, «Terminal Frost» была размещена на второй стороне третьего сингла с альбома A Momentary Lapse of Reason «One Slip», вышедшего 13 июня 1988 года во всех версиях — 7", 12" и CD.
В 1992 году композиция «Terminal Frost» в DYOL-версии была записана на сборнике A CD Full of Secrets, выпущенном в США.

## Участники записи
- Дэвид Гилмор — гитара;
- Ник Мейсон — ударные, звуковые эффекты;
- Ричард Райт — клавишные;
- Тони Левин — бас;
- Джон Карин — клавишные;
- Боб Эзрин — перкуссия;
- Том Скотт — саксофон;
- Джон Хелливел — саксофон.